# Ame no Hohi
Ame no Hohi (天菩比神, 天穗日命 o アメノホヒ?), noto anche come Ame no Fuhi (天乃夫比, アメノフヒ?), è una divinità maschile della mitologia giapponese. Secondo figlio della dea del sole Amaterasu, è uno dei cinque dei maschi creati dalla cerimonia del "giuramento di Amaterasu e Susanoo" (アマテラスとスサノオの誓約?, Amaterasutosusanō no seiyaku).

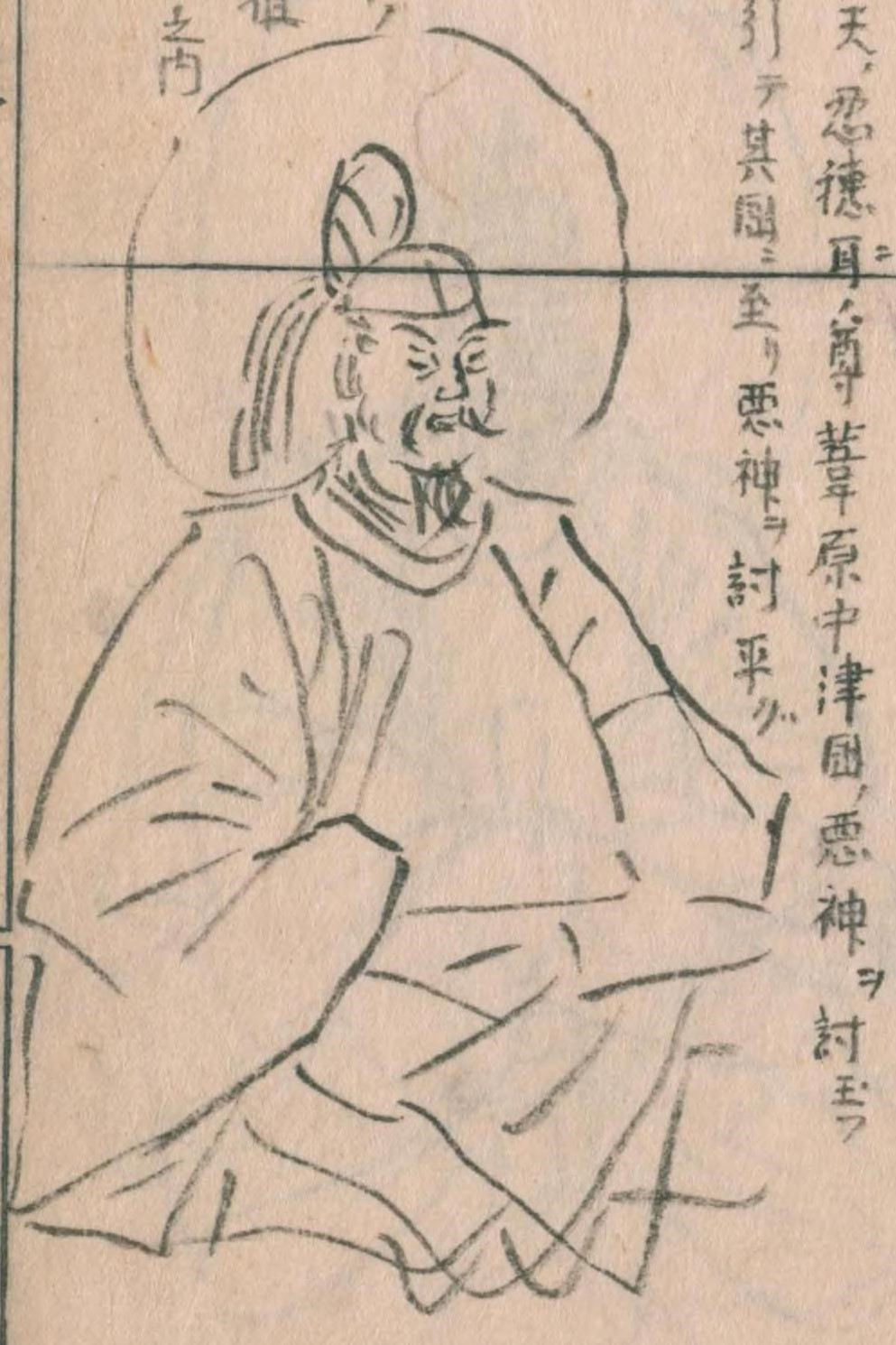
Ame no Hohi no Mikoto (Shinbutsu Zue)

Da lui discendono Izumo no Kuni no Miyatsuko, ovvero i sovrani storici di Izumo, e i capi moderni di Izumo Taisha.

## Descrizione

Giuramento tra Amaterasu e Susanoo (basato sul Kojiki)

Ame no Hohi si trova nelle principali opere letterarie che registrano la mitologia del Giappone. Nel Kojiki viene chiamato Ame no Hohi no Mikoto (天之菩卑能命, 天菩比命, 天菩比神?), nel Nihon shoki Ame no Hohi no Mikoto (天穂日命?). Nell'Izumo-no-kuni Fudoki viene chiamato Ame no Fuhi no Mikoto (天乃夫比命?), mentre nell'Engishiki con il nome Ame no Hohi no Mikoto (天穂比命?).
È uno dei cinque dei maschi e delle tre dee femmine nati quando Amaterasu e Susanoo fecero un giuramento. Fu formato dal magatama avvolto attorno allo chignon destro di Amaterasu. La leggenda narra che sia il secondo figlio di Amaterasu. Fu inviato come messaggero presso Ōkuninushi a Izumo per pacificare Ashihara no Nakatsukuni dopo che suo fratello Ame-no-oshihomimi rifiutò l'offerta, ma mentre convinceva Ōkuninushi si fece conquistare da lui e si stabilì sulla terra, non tornando a Takamagahara per tre anni. Quando in seguito altri messaggeri riuscirono a soggiogare i figli di Ōkuninushi, Kotoshironushi e Takeminakata, e a governare la terra, gli fu ordinato di servire Ōkuninushi, e si dice che suo figlio Takehi-Nateru divenne l'antenato della famiglia Izumo kuni no miyatsuko e del clan Haji. Si dice anche che abbia costruito il Santuario Kamosu (città di Matsue, prefettura di Shimane) a Izumo per venerare Izanami.
Si ritiene che Ame no Hohi sia l'antenato dei clan Izumo e Sugawara e che Nomi no Sukune sia uno dei suoi discendenti. Inoltre si ritiene anche che sia l'antenato del clan Haji.

## Culto
Ame no Hohi è venerato in tutto il Giappone come dio dell'agricoltura, delle spighe di riso, della sericoltura, della stoffa di cotone e dell'industria.